# V14 엔진
V14 엔진(영어: V14 engine)은 7개 뱅크 및 2개로 구성된 크랭크 케이스에 14개의 실린더가 장착된 V 엔진이다. 선박 추진 및 발전에 사용되는 대형 중속 디젤 엔진이다.

## 선박에서의 사용
MAN B & W는 V28-33D 및 L58-64를 제외한 현재의 모든 중속 디젤 엔진에 대해 V14 레이아웃을 제공하며 출력 범위는 7,000 to 16,800 kW (9,400 to 22,500 hp)이다.MAN V14 엔진은 예를 들어 Explorer Dream 및 Norwegian Spirit에 설치되었으며, 둘 다 각각 14,700kW (19,700hp)를 생성하는 4개의 14V48/60 생성 세트로 구동된다.그러나 다른 주요 제조업체는 일반적으로 V14 구성에서 중속 엔진을 제공하지 않는다. Wärtsilä는 최근에야 최신 엔진 모델인 31 및 46DF의 V14 버전을 제공하기 시작했다.
과거에는 다른 제조업체에서도 V14 엔진을 제공했다. 1982년~1987년에는 7,700kW (10,300 마력)의 14기통 Wärtsilä-Sulzer 14ZV40/48 엔진 2개로 SA-15형 북극 화물선 19척이 건조되었다. 현재 MAN B&W의 일부인 SEMT Pielstick은 V-구성으로 14개의 실린더 (14PC2 및 14PC4)를 갖춘 4행정 엔진도 생산했다. 예를 들어 Royal Fleet Auxiliary의 Leaf급 지원 탱커 인 RFA Bayleaf에서 사용되었다.

## 같이 보기
- 14기통 직렬 엔진